# Kardynał Równe
Kardynał Równe (ukr. Міні-Футбольний Клуб «Кардинал-Рівне» Рівне, Mini-Futbolnyj Kłub "Kardynał-Riwne" Riwne) – ukraiński klub futsalu z siedzibą w Równem, występujący w futsalowej Ekstra-lidze Ukrainy.

## Historia
Chronologia nazw:
- 2000–2010: Kardynał Lwów (ukr. «Кардинал» Львів)
- 2010–...: Kardynał Równe (ukr. «Кардинал-Рівне» Рівне)

Klub futsalowy Kardynał Lwów został założony w 2000 roku. Najpierw drużyna występowała w rozgrywkach lokalnych. W 2002 roku klub startował w Drugiej Lidze. W sezonie 2005/06 klub debiutował w Pierwszej Lidze. W drugim sezonie w Pierwszej Lidze zajął dopiero 6.miejsce w zachodniej grupie, ale otrzymał propozycję awansu do Wyższej Ligi. Od 2007 zmaga się w Wyższej Lidze. Przed rozpoczęciem sezonu 2009/10 klub MFK Równe został farm klubem lwowskiego klubu. Latem 2010 klub zmienił lokalizację oraz nazwę klubu na Kardynał Równe.
W 2011 roku klub osiągnął swój pierwszy najwyższy sukces - został finalistą Pucharu Ukrainy.
Obecnie gra w najwyższej klasie rozgrywek ukraińskiego futsalu.

## Sukcesy
Sukcesy krajowe
- Mistrzostwo Ukrainy:
  - 5 miejsce (1x): 2010/11
- Puchar Ukrainy:
  - finalista (1x): 2010/11

## Hala
Drużyna rozgrywa swoje mecze w Hali DJuSSz-4, znajdującej się przy ul. Fabryczna 7 w Równem.